# The Invisible (película)
The Invisible (titulado Lo que no se ve en España e Invisible en Hispanoamérica) es una película estadounidense de suspenso sobrenatural de 2007 dirigida por David S. Goyer y protagonizado por Justin Chatwin, Margarita Levieva, Chris Marquette, Marcia Gay Harden y Callum Keith Rennie.
El filme es una versión de la película sueca Den Osynlige, el cual está basado en la novela homónima de Mats Wahl. El rodaje tuvo lugar en Vancouver y sus alrededores y fue la última producción de Hollywood Pictures tras su compra por parte de la compañía Disney.

## Argumento
Nick Powell (Justin Chatwin) es un estudiante con un gran porvenir que tiene pensado saltarse su graduación para viajar a Londres para iniciar una carrera como novelista a pesar de los planes de su sobreprotectora madre, Diane (Marcia Gay Harden) que tiene para él.
Por otra parte es amigo de Pete Egan (Chris Marquette), el cual es acosado continuamente por Annie Newton (Margarita Levieva), una joven problemática que vive rodeada en torno a delincuentes bastante violentos, entre los que se encuentra su novio Marcus (Alex O'Loughlin), el cual se niega a seguir una vez cansado de haber infringido la libertad condicional en reiteradas ocasiones y decide llamar a la policía para denunciar el robo de una joyería por parte de esta. Al día siguiente, la estudiante es arrestada y cree que Pete puede ser el responsable del chivatazo, ya que previamente le vio como dejaba el robo en su taquilla.
Tras salir de la comisaría, persigue a Pete con la intención de sacarle la confesión a Pete a pesar de no saber nada de lo sucedido, por lo que decide acusar a Nick de la llamada debido a que esta no le cree y que en esos momentos podría estar embarcando hacia Londres. sin embargo desconoce que el horario del vuelo ha cambiado y decide en el último momento no viajar sin imaginar lo que le espera. Tras una persecución por un bosque, comisaría Annie y sus amigos le apalean hasta dejarlo aparentemente inconsciente hasta tal punto de creerle muerto, por lo que ocultan el cuerpo en una fosa.
A la mañana siguiente, Nick (aparentemente ileso) vuelve al instituto, pero empieza a ver cosas raras: nadie puede verle ni oírle, ni siquiera su madre, preocupada por la desaparición de su hijo. A partir de ese momento empieza a pensar que está pasando por una experiencia cercana a la muerte y que tal vez no esté muerto, sino inconsciente y con posibilidades de sobrevivir, empezando a acosar a su agresora para que confiese (sin éxito) dónde escondió el cuerpo.
Por otro lado, las sospechas de la desaparición recaen sobre Marcus por lo que secuestra a Pete para que le diga dónde metieron el cuerpo y trasladarlo a otro lugar para evitar la cárcel. No obstante, también es requerido por Annie, ya que está bajo vigilancia policial. De pronto, a Annie le entra escalofríos cuando Nick le chilla y responde ante la presencia invisible de su víctima. A partir de ese momento, Annie y Pete empiezan a buscar el cuerpo a sabiendas de que Nick no está muerto.

## Reparto
- Justin Chatwin como Nicholas 'Nick' Powell.
- Margarita Levieva como Annie Newton.
- Marcia Gay Harden como Diane Powell.
- Chris Marquette como Pete Egan.
- Alex O'Loughlin como Marcus Bohem.
- Callum Keith Rennie como Detective Brian Larson.
- Michelle Harrison como Detective Kate Tunney.
- Tania Saulnier como Suzie.
- Ryan Kennedy como Matty.
- Andrew Francis como Dean.
- Maggie Ma como Danielle.
- P. Lynn Johnson como Sharon Egan.
- Serge Houde como Martin Egan.
- Bilal Sayed como Dino Garcia.
- Cory Monteith como Jimmy.